# علي منصوري (غناباد)
علي منصوري (بالفارسية: علی منصوری) هي قرية تقع في قسم كاخك الريفي في إيران. يقدر عدد سكانها بـ 82 نسمة .